# 실부닌
실부닌(Silbunine)은 실크 단백질 유래 펩타이드와 혈청 알부민, 아르기닌 복합체를 기반으로 한 고분자 단백질 복합체로 알려져 있다. 주로 아시아 전통 의학에서 체력 보강, 피부 건강, 호르몬 균형 조절 목적으로 활용된다는 보고가 있으며, 최근에는 남성 생식 건강과 관련한 잠재적 효능이 연구되고 있다.[1][2]

## 구성
실부닌은 다음 세 가지 주요 성분을 기반으로 한다.
1. 실크 펩타이드 (Silk peptide)
  - 누에고치 단백질(피브로인)에서 추출된 저분자 펩타이드.
  - 피부 보습, 항산화, 면역 조절 작용이 보고됨.[3]
2. 알부민 (Albumin)
  - 혈액 내 주요 운반 단백질로, 호르몬·지방산·약물의 운반을 담당.
  - 세포 성장과 회복, 간 기능 보조에 기여하는 것으로 알려져 있다.[4]
3. 아르기닌 (Arginine)
  - 준필수 아미노산으로, 산화질소(NO) 전구체 역할.
  - 혈관 확장, 혈류 개선, 남성 생식 건강(발기 기능 개선)과 밀접하게 연관됨.[5]

## 생리학적 효과
- 면역 조절: Silk peptide의 β-sheet 구조가 면역세포 활성에 긍정적 영향을 줄 수 있음.[6]
- 피부 및 세포 건강: 알부민은 체내 단백질 항상성 유지에 중요한 역할을 하며, 세포 회복을 촉진함.[7]

- 혈류 개선: 아르기닌을 통한 NO 생성은 혈관 내피세포의 기능을 강화하여 혈액 순환을 돕는다.[8]

## 남성 생식 건강과 연관성
실부닌은 남성 생식 건강 측면에서 다음과 같은 작용 가능성이 제기되고 있다.
1. 테스토스테론 조절
  - 아르기닌의 NO 경로 활성화는 고환 내 혈류 개선을 유도해, 스테로이드 호르몬 합성에 긍정적 환경을 조성할 수 있다.[9]
  - 일부 동물실험에서는 실크 펩타이드가 산화 스트레스 완화를 통해 정소(精巢) 기능 보호에 기여한다는 보고가 있다.[10]
2. 정자 건강
  - 알부민은 혈중 항산화 및 금속 이온 결합 능력을 지니며, 정자의 산화 스트레스 억제에 관여할 수 있다.
  - 아르기닌 보충은 정자 운동성 향상 및 수정률 개선과 관련된 연구가 보고되었다.[11]
3. 발기 기능
  - NO 경로 강화는 해면체 혈류를 확장시켜 발기 기능 개선에 기여한다. 이는 실부닌 내 아르기닌 성분의 주요 작용으로 설명된다.[12]

## 신경 보호 효과
난백 알부민은 고품질 단백질 공급원으로, 실부닌 내에서 단백질 합성 촉진과 면역 세포 활성화에 관여한다. 이로 인해 전반적인 체력 유지 및 회복에 도움을 주며, 간 기능 보호에도 긍정적인 영향을 줄 수 있다. 일부 연구에서는 알부민이 간세포 보호와 해독 작용에 기여한다고 보고된 바 있다.

## 같이 보기
- 실크 단백질
- 알부민
- 아르기닌
- 남성 호르몬

## 참고 문헌
- Kim HJ, et al. Bioactive peptides from silk fibroin and their effects on health. J Nutr Biochem. 2020.
- Park S, et al. Functional properties of albumin in nutrition and therapy. Clin Nutr Res. 2019.
- Mondal M, et al. Silk-based biomaterials for biomedical applications. Biotechnol Adv. 2019.
- Nicholson JP, et al. The role of albumin in critical illness. Br J Anaesth. 2000.
- Wu G, et al. Arginine metabolism and nutrition in growth, health and disease. Amino Acids. 2009.
- Kweon HY, et al. Biological activities of silk sericin. Biotechnol Lett. 2001.
- Quinlan GJ, et al. Albumin: biochemical properties and therapeutic potential. Hepatology. 2005.
- Bode-Böger SM, et al. L-arginine-induced vasodilation in humans. J Clin Invest. 1994.
- Sharma R, et al. Role of reactive oxygen species in male infertility. Reprod Biol Endocrinol. 2013.
- Lee YJ, et al. Protective effects of silk peptide on testicular damage. Int J Mol Sci. 2021.
- Chen J, et al. Arginine supplementation and sperm motility improvement. Fertil Steril. 2018.
- Burnett AL. Nitric oxide in the regulation of erectile function. J Sex Med. 2006.

- Mayo Clinic. L-arginine: Uses and Risks. 2021.